# Frederick Gustavus Burnaby
Pour les articles homonymes, voir Burnaby (homonymie).
Le colonel Frederick Gustavus Burnaby, né le 3 mars 1842 à Bedford et mort le 17 janvier 1885 à Abu Klea, est un officier de renseignement de l'armée britannique. Son goût pour l'aventure, ses exploits à l'avant-garde de son temps et son courage flamboyant ont laissé des traces profondes dans l'esprit des propagandistes de l'idéal impérialiste de l'époque victorienne. Pendant sa courte carrière (1874-1878), il voyage en Europe et en Asie centrale (où il est l'un des acteurs du Grand Jeu). Il se présente à deux reprises aux élections législatives et publie plusieurs livres. Personnalité londonienne très en vue, sa popularité est fort étendue comme le prouvent ses nombreuses mentions dans plusieurs histoires et récits de l'empire britannique. Adepte des ascensions en ballon, il parlait couramment plusieurs langues étrangères. 

## Biographie

### Enfance et jeunesse

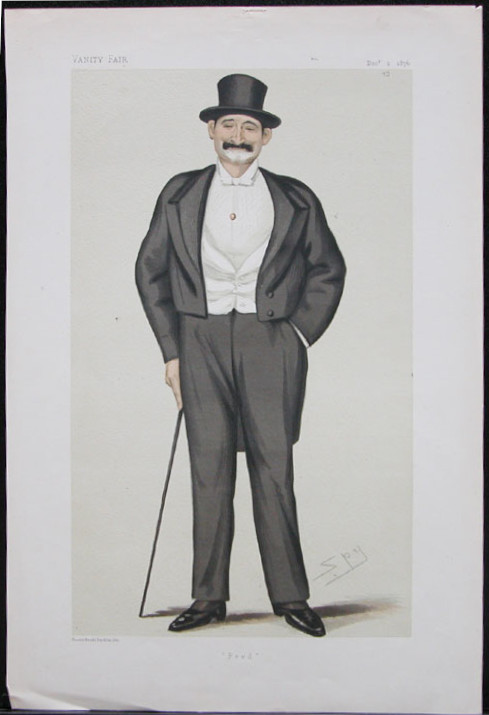
Vanity Fair, caricature, 2 décembre 1876

Frederick Burnaby est né à Bedford. Il est le fils du révérend Gustavus Andrew Burnaby de Somerby Hall (Leicestershire), chanoine de Middleham , dans le Yorkshire (mort le 15 juillet 1872), et d'Harriet de Villebois, de Marham House, dans le Norfolk (morte en 1883). Il fait ses études à la Bedford School, puis à la Harrow School, à l'Oswestry School (où il est le contemporain de William Archibald Spooner) et en Allemagne. Dès sa jeunesse, sa grande force physique lui aurait permis de porter deux autres garçons, chacun sous un bras, jusqu'en haut d'un escalier. À l'âge adulte, Burnaby est de haute stature pour son époque : 1,93 m et 127 kg. Il pouvait porter un petit poney, et tenir à l'horizontale une queue de billard entre le pouce et l'index. Mais c'est aussi un homme instruit, capable de parler au moins sept langues, dont le russe, le turc et l'arabe.
Il entre dans les Royal Horse Guards en 1859. Ne parvenant pas à être recruté pour le service actif, il satisfait son esprit d'aventure par des ascensions en ballon et des voyages à travers l'Espagne et la Russie, avec son ami intime George Radford. À l'été 1874, il est correspondant du Times auprès des forces carlistes en Espagne, mais, alors que la guerre est encore en cours, il est envoyé en Afrique pour suivre l'expédition de Gordon au Soudan, ce qui l'emmène jusqu'à Khartoum.

### Aventures en Asie
De retour en Angleterre en mars 1875, il prépare un projet de voyage à cheval à travers la Russie, vers le khanat de Khiva qui venait d'être fermé aux étrangers. La guerre avait éclaté entre l'armée russe et les tribus turkmènes  du désert. Il prévoit de visiter Saint-Pétersbourg et d'y rencontrer le comte Dmitri Milioutine, ministre de la guerre du tsar Alexandre II. Voyageant à ses frais, il part de la gare de Victoria à Londres le 30 novembre 1875. Les Russes l'assurent qu'ils le protègeront durant son voyage, mais c'est surtout le moyen de le garder sous surveillance. En effet, ils ont déjà placé le khanat sous leur influence, et ils savent que des officiers de renseignement britanniques ont déjà visité la région depuis l'Inde : le capitaine George Napier (en 1874) et le colonel Charles MacGregor (en 1875). À Noël, Burnaby parvient à Orenbourg. Là, il rencontre l'ancien khan de Kokand. Il parvient à déjouer la surveillance russe et arrive à Khiva au début de 1876. Il y est reçu fort amicalement par le khan, mais il doit le quitter rapidement sur ordre du duc de Cambridge, commandant en chef de l'armée britannique, qui craint la réaction russe devant ce qui pourrait être interprété comme une mission officielle. De retour à Londres, il raconte son voyage et expose ses analyses sur les ambitions de la Russie tsariste dans son livre A Ride to Khiva, qui lui vaut une célébrité immédiate. 
En mars 1876, Burnaby est reçu par le duc de Cambridge, qui est impressionné par sa personnalité et ses récits. Burnaby devient une célébrité de Londres. Alors que les tensions entre les Russes et les Turcs sont croissantes, notamment après les massacres en Bulgarie, il part pour l'est de la Turquie en décembre 1876. Il voyage jusqu'à Erzurum, et constate la mauvaise préparation des Turcs face à une prochaine attaque russe. Il rentre à Londres et commence la rédaction de son nouvel ouvrage, On Horseback through Asia Minor. Il est encore en train de l'écrire lorsqu'éclate la guerre russo-turque de 1877-1878. Son livre, encore plus anti-russe que le précédent, arrive donc à point et lui vaut un nouveau succès (il connait sept réimpressions). La guerre semble confirmer ses avertissements quant aux ambitions territoriales russes, qui ne se limitent pas au Caucase et aux Balkans, mais concernent aussi l'Asie centrale, anticipant une guerre de conquête.
Burnaby (qui vient d'être nommé lieutenant-colonel) devient agent itinérant pour le comité de la Croix-Rouge de Stafford House, mais il doit retourner en Angleterre avant la fin de la campagne.

### Vie privée et tentative de carrière politique
En 1879, il épouse Elizabeth Hawkins-Whitshed, qui avait hérité de son père le domaine de Greystones, en Irlande. Ce domaine, précédemment connu sous le nom de « domaine Hawkins-Whitshed à Greystones », prend dès lors celui de « Burnaby ». Frederick Burnaby commence alors à participer activement à la vie politique ; en tant que candidat conservateur, il échoue en 1880 à prendre un des sièges de député de Birmingham à la Chambre des communes contre les candidats du parti libéral (il s'était présenté en compagnie d'Augustus Gough-Calthorpe). Une deuxième tentative en 1885 échoue de même.
En 1882, il traverse la Manche en ballon à gaz.

### La campagne du Soudan
À sa grande déception, il n'est pas rappelé en service actif pour la campagne d’Égypte. En 1884, il participe sans mandat officiel à la campagne de Suakin au cours de la guerre des mahdistes. Il est blessé à El Teb en espionnant  pour son ami le général Valentin Baker. Cela ne le dissuade pas de poursuivre ses activités lors d'une nouvelle expédition sur le Nil. Lord Wolseley lui confie une mission, et il est impliqué dans l'escarmouche d'El Teb. Lors de la bataille d'Abu Klea, les 16 et 17 janvier 1885, il se précipite dans une trouée dans les lignes ennemies pour porter secours à un compagnon d'armes, mais il est frappé d'un coup de lance dans la poitrine, puis achevé d'un autre coup à la gorge. Le lieutenant-colonel lord Binning mentionne plus tard que « dans notre petite troupe, sa mort a provoqué une sensation proche de la consternation. Dans mon propre détachement, de nombreux hommes s'assirent pour le pleurer »,.

## Héritage

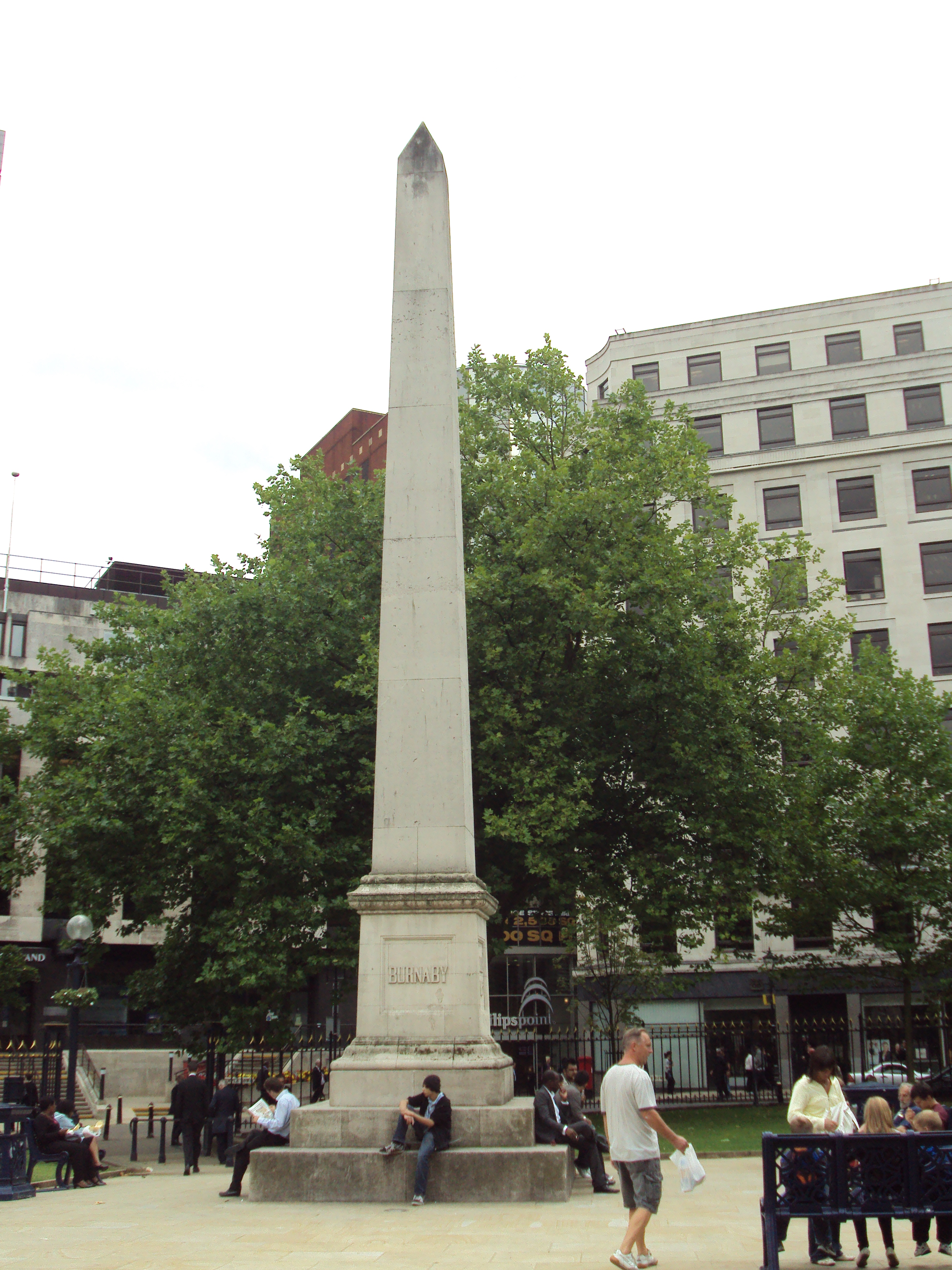
Obélisque commémorative dans le cimetière de la cathédrale Saint-Philippe de Birmingham